# Liești
Liești est une commune de Moldavie roumaine, dans le județ de Galați, à l'est du pays.

## Histoire
La première mention documentaire est faite en 1448, quand le prince de Moldavie, Pierre III] a donné à deux boyards locaux, les frères Cernat et Ștefu Ploscaru, 40 villages et les champs alentour. Une légende locale parle de deux autres frères, Ilie (Élie) et Șerban, qui seraient les ancêtres des deux villages de la commune, Liești et Șerbănești : elle fait référence à une tradition patronymique et toponymique des pays roumains qui du prénom d'un chef de famille ou d'un noble (par exemple Ștefan « Étienne ») crée un adjectif (par exemple Ștefănescu « tenant d'Étienne » devenant patronyme, au pluriel Ștefănești « les gens d'Étienne » ou « le village des gens d'Étienne » devenant toponyme).

## Lieux et monuments
Liești a trois églises orthodoxes, Sainte-Parascève (vers 1886), Dormition de la Vierge (1889) et Saint-Nicolas (1992, siège du Protopape ou vicaire général de l'évêché du bas-Danube de Nicorești).
Autres attractions locales : les forêts d'acacia à l'est de Liești et de Serbănești, exploitées par des apiculteurs, et les vallées du Siret et du Bârlad, rivières propices à la pêche, notamment au sandre et au brochet.

## Politique
| Parti | Parti                                                 | Sièges |
| ----- | ----------------------------------------------------- | ------ |
|       | Parti national libéral (PNL)                          | 8      |
|       | Parti social-démocrate (PSD)                          | 4      |
|       | Parti Mouvement populaire (PMP)                       | 2      |
|       | Union nationale pour le progrès de la Roumanie (UNPR) | 2      |
|       | Alliance des libéraux et démocrates (ALDE)            | 1      |